# RIPEMD
RIPEMD (RACE Integrity Primitives Evaluation Message Digest) је класа криптографских функција за сажимање, креираних у Европи од стране Ханса Добертина, Антона Боселара и Барта Принела. Први алгоритми из те класе су дизајнирани 1996. године. Ови алгоритми су креирани на основу алгоритма MD4, и врло су слични алгоритмима из класе алгоритама SHA како по начину рада токо по брзини извођења.
Постоје више верзија овог алгоритма и то: RIPEMD, RIPEMD-128, RIPEMD-160, RIPEMD-256, и RIPEMD-320. RIPEMD је први који је креиран и због низ недостатка данас се не користи иначе је дужине сажетка од 128 бита. Остали алгоритми су наследници оригиналног RIPEMD алгоритма и број у њиховим ознакама представља дужину сажетака. RIPEMD-256, и RIPEMD-320 се данас могу сматрати веома сигурни првенствено због дужине њиховог сажетка.
1. је алгоритам креиран у академским круговима, за разлику од SHA алгоритма.
2. је мање популаран алгоритам, чиме је и мање проучаван.
3. је непатентиран и слободан алгоритам.

У августу 1994. оригинални RIPEMD алгоритам је проваљен, односно пронађена је колизија.

## сажеци
Пример примене RIPEMD-160 алгоритма. Реченицу у ASCII формату „The quick brown fox jumps over the lazy dog“ пустићемо кроз RIPEMD-160 алгоритам и добићемо 160-битни излаз у хексадецималном облику
```

```

Чак и најмања промена само једног слова у реченици имаће као резултат промену целокупног хексадецималног излаза. На пример променићемо d у c:
```

```

Излаз RIPEMD-160 функције у случају празног стринга биће:
```

```

## Упоређење,иалгоритма
Упоређења RIPEMD-160 алгоритма са MD5 алгоритмом показују да је RIPEMD-160 алгоритам сигурнији од MD5 алгоритма.
| Дужина дигеста                | 128 битова    | 160 битова    | 160 битова    |
| Дужина блока                  | 512 битова    | 512 битова    | 512 битова    |
| Број корака                   | 64 (4 x 16)   | 80 (4 x 20)   | 160           |
| Највећа дужина поруке         | -             | 2^64-1 битова | 2^64-1 битова |
| Примитивних логичких функција | 4             | 4             | 5             |
| Број константи                | 64            | 4             | 9             |
| Запис битова                  | Little endian | Big endian    | Little endian |